# Syndrome sous-lésionnel
Un syndrome sous-lésionnel se retrouve en cas de lésion ou de compression médullaire. C'est un ensemble de symptômes traduisant l'isolement et l'autonomisation du segment inférieur de la moelle en dessous de la lésion médullaire.
Il se manifeste par un syndrome pyramidal bilatéral avec paraparésie ou paraplégie spasmodique. On retrouve également des troubles sensitifs à limite supérieure nette ainsi que des troubles sphinctériens.

## Symptomatologie
S'associent à des degrés divers :
- paraparésie ou paraplégie spasmodique avec exagération des réflexes ostéo-tendineux, et des réactions d'automatisme ;
- hypo- ou anesthésie ;
- abolition des reflexes cutanés ;
- troubles sphinctériens.